# Simulium cervicornutum
Simulium cervicornutum es una especie de insecto del género Simulium, familia Simuliidae, orden Diptera.
Fue descrita científicamente por Pomeroy, 1920.